# Florence Lefresne
Florence Lefresne, née en 1958 à Paris, est une socio-économiste française. Ses travaux portent principalement sur l’emploi, l'insertion professionnelle des jeunes, les politiques de l’emploi et de la formation ainsi que sur les politiques d'éducation ; ils privilégient les comparaisons internationales. Elle a été directrice générale du CEREQ de mars 2018 à février 2024 . 

## Parcours professionnel
Ancienne élève de l’École normale supérieure de Cachan (1977 à 1981) et agrégée de sciences sociales, elle a d’abord enseigné les sciences économiques et sociales en lycée. 
En 1992, elle est recrutée à l’Institut de recherches économiques et sociales (IRES) alors sous la direction de Jacques Freyssinet. Titulaire d'une thèse de doctorat en économie du travail, elle enseigne simultanément au CNAM, puis à l’université Paris-Est Marne-la-Vallée. Elle est alors membre du comité de rédaction de la revue Économies et sociétés et membre du conseil scientifique du Fonds d’expérimentation pour la jeunesse. 
Elle fait partie, au milieu des années 2000, d’un réseau de chercheurs financé par la Commission européenne (CAPRIGHT « Ressources, droits, capabilités : à la recherche de fondements sociaux pour l’Europe ») regroupant 26 laboratoires de recherche dans 13 pays de l’Union européenne ainsi qu'en Argentine et en Uruguay. 
De janvier 2011 à mars 2018, elle dirige la mission aux relations européennes et internationales chargée de la coordination et de l'animation des activités internationales de la Direction de l'évaluation, de la prospective et de la performance du Ministère de l’Éducation nationale. Elle participe à ce titre à de nombreux comités de l’OCDE et de la Commission européenne (indicateurs internationaux de l’éducation, enquêtes internationales, réseau Eurydice). Elle est alors également professeure associée à l’université Paris V Descartes en sciences de l’éducation.  
Elle a dirigé le CEREQ entre le 15 mars 2018 et le 29 février 2024.